# Puig dels Homes (l'Albera)
El Puig dels Homes és una muntanya de 651,5 m alt de la serra de l'Albera. És compartit per la comuna de l'Albera (Vallespir, Catalunya del Nord) i el municipi de la Jonquera (Alt Empordà).
És situat a prop de l'extrem sud-oest del terme comunal de l'Albera, a prop i al nord-oest del Coll de l'Alzina i a llevant de la Collada del Pla de l'Arca.